# Niba (ort)
Niba är en ort i Kina. Den ligger i provinsen Guizhou, i den sydvästra delen av landet, omkring 230 kilometer norr om provinshuvudstaden Guiyang.